# Сабсу
Сабсу́ (кит. трад. 薩布素, упр. 萨布素, пиньинь Sàbùsù, ? — 1701) — маньчжурский полководец.
Сабсу принадлежал к роду Фуца, был приписан к жёлтому с каймой «знамени». В 1660-х годах принимал участие в боевых действиях против русских казаков на Амуре. В 1674 году по приказу цзянцзюня Нингуты Бахая принял участие в создании военно-административных структур среди туземцев, названных «новыми маньчжурами». В 1677 году вслед за Бахаем последовал в новую крепость Гирин. В 1678 году занял должность фудутуна Нингуты.
В 1682 году император Канси лично прибыл в Маньчжурию и, на месте проанализировав ситуацию, отдал приказ о нанесении ударов по русским укреплённым пунктам и выдворении русских с Приамурья. Был введён специальный пост Хэйлунцзянского цзянцзюня, на который был назначен Сабсу. В 1683 году Сабсу во главе 1500 человек из Гирина и Нингуты выдвинулся на Амур и, основав там укреплённый пункт Айгунь, ставший его резиденцией, начал готовиться к боевым действиям против Албазина, одновременно ведя разведку и принимая перебежчиков. В донесении на императорское имя он писал:
Цилэр Силугэну и другие с реки Бурей убили более десяти русских и, захватив их жён и детей, перешли на нашу сторону. Чжуэрцзяньгэ и другие из племени элечунь доложили о том, что убили на реке Зее пятерых русских и захватили их ружья. Ещё мне стало известно, что люди фэйяка напали и убили множество русских. Следует воспользоваться этими обстоятельствами и присвоить недавно перешедшим на нашу сторону русским Григорию, Афанасию, Максиму и другим соответствующие офицерские звания, равно как и офицерские чины ранее перешедшим к нам Ивану, Агафону и Степану за их усердие к службе
.
Император согласился с этим предложением, и перебежавшим к маньчжурам русским казакам были пожалованы чины седьмого класса.
В июне 1684 года император отдал приказ:
По донесению Мала с товарищами, если захватить хлеба на полях у русских, то они вскоре окажутся в трудном положении. В докладе шивэя Гуаньбао говорится, что цзянцзюнь Сабсу также считает правильным захватить хлеба у русских, тем более что русские, расселившиеся в Албазине и Нерчинске, занимаются только земледелием. Если мы захватим их хлеба, они не смогут длительное время продержаться.
Повелеваю Сабсу соответствующим образом обсудить план наших дальнейших действий. Подойдя сухим путём либо одновременно по суше и воде, наше войско скосит все хлеба на полях русских, не дав им возможности убрать урожай. При продвижении по суше скошенный хлеб следует бросить в реку, чтобы его унесло вниз по течению. В случае же, если мы продвинемся одновременно по суше и по воде, то захваченные хлеба следует погрузить и увезти на судах.
В январе 1685 года Сабсу по приказу императора составил план боевых действий против Албазина:
Весной выступить по суше и реке, подойдя к городу призвать его к покорности, если это будет отвергнуто — атаковать город; в случае, если трудности будут непреодолимыми — тогда в первую очередь уничтожить у противника все посевы
Этот план был в целом принят, однако в связи с тем, что в прошлом сам Сабсу уже упустил благоприятный случай, он был отстранён от руководства, а выполнять план было поручено дутуну Пэнчуню. Войска Сабсу и Пэнчуня отправились к Албазину и захватили острог. Однако после ухода маньчжурских войск острог был быстро восстановлен русскими казаками, и в следующем году маньчжурам пришлось вновь его осаждать. После заключения перемирия Сабсу продолжал выполнять обязанности Хэйлунцзянского цзянцзюня — в частности, в 1689 году во время переговоров в Нерчинске он командовал полуторатысячным воинским отрядом, сопровождавшим делегацию Цинской империи.
Впоследствии во время первой ойратско-маньчжурской войны Сабсу командовал Восточной колонной (сформированной из войск Хэйлунцзяна, Гирина, Шэнцзина и многолов-хорчинов) во время битвы на Тэрэлже в 1696 году. В 1698 году император Канси во время своего третьего визита в Гирин особо отметил заслуги Сабсу и наградил его.